# فلورنسا بيلوز بيكر
فلورنسا بيلوز بيكر (بالإنجليزية: Florence Bellows Baker)‏ هي  أمريكية، ولدت في 1876، وتوفيت في 1936.